# Марченко, Надежда Ивановна
Надежда Ивановна Марченко (род. 1928, ныне Черниговская область, Украина) — советская работница химической промышленности, стерженщица Киевского завода «Большевик». Депутат Верховного совета СССР 9-го и 10-го созывов. Герой Социалистического Труда (1966).

## Биография
Надежда Марченко родилась в 1928 году на территории нынешней Черниговской области (Украина). По национальности — украинка. Получила среднее образование. После получения образования, с 1946 года была рабочей в совхозе.
В 1948 году начала работать стерженщицей на Киевском заводе «Большевик», который специализировался на создании крупнотоннажного, большой единичной мощности оборудования предназначенного для переработки резины, пластмасс и их отходов. 25 июня 1966 года «за выдающиеся успехи в выполнении заданий семилетнего плана, высокое качество изделий и новаторство в работе» Надежда Марченко была удостоена звания Герой Социалистического Труда. 
Помимо трудовой деятельности, Надежда Ивановна также занималась общественной. Была членов КПСС (с 1963 года). Избиралась депутатом Верховного Совета СССР 9-го (1974—1979) и 10-го созывов (1979—1984).
После выхода на пенсию жила в Киеве.

## Награды
Надежда Ивановна была удостоена следующих наград:
- Звание Герой Социалистического Труда (Указ Президиума Верховного Совета СССР от 25 июня 1966)

- Золотая медаль «Серп и Молот» (25 июня 1966 — № 11840);
- Орден Ленина (25 июня 1966 — № 380651);

- Орден Трудового Красного Знамени (22 июля 1982);
- также была награждена медалями.